# AMR-2狙击步枪
AMR—2（英語：Anti Materiel Rifle—2）是一款由中華人民共和國武器製造商中国南方工业集团公司所設計及生產的12.7毫米（.50英吋）大口徑重型狙擊步槍（反器材步槍），最早於2000年早期推出，并曾經于2005年（第一届）北京国际装备及反恐技术展以上展出，发射12.7×108毫米俄罗斯口徑（.50俄羅斯或54式12.7毫米重机枪弹）步枪子彈。

## 设计细节
AMR-2是为了军警、反恐和外贸设计的一种单兵武器，以为狙击分队提供摧毀物资器材的能力，弥补7.62毫米等中小型口径狙击武器系统对有生目标杀伤威力（包括射程、精度、终点动能）不足的缺点。AMR-2被设计为一支非自动武器，因为设计者充分考虑到作为一支远距离狙击武器，强调的是首发命中。由于非自动的栓動式步枪不像半自动步枪一样，利用火药燃气能量再次装弹入膛，因此将发射时运动件产生的力减小到了最低程度，从而保证了精度高于半自动步枪，在需要一枪结束战斗的特殊情況下具有更大的优势。其次，大口径高精度狙击步枪射击后，射手和枪械的位置难以保持丝毫不动，在必须进行精确射击的场合，必然要重新瞄准才能再次扣动扳机。实践证明，弹匣供弹式栓動步枪装填一发子弹的时间要远少于重新瞄准所需要的时间。因此，当战术需要极高射击精度的时候，栓式步枪成为了首选。半自动狙击步枪主要用于需要较强的持续火力的情况。
AMR-2采用了折叠式可调节枪托，配备了兩腳架、双室式枪口制退器、提把和可装拆式弹匣，根据特殊需要可选配消声器。中國官方宣稱，該槍具备全天候作战的能力，配备了光学／光电瞄具和供紧急情況下作为辅助瞄准用途使用的后备折叠式機械瞄具。该枪采用5发容量弹匣供弹，发射12.7×108毫米（.50俄羅斯或54式12.7毫米重机枪弹）系列步枪子彈，包括全新研制的穿爆燃多功能彈藥和远程高精度彈藥。
自由浮動式精鍛成型槍管總長度為850毫米（33.46英吋），在槍管準直度、加工精度、壽命等性能指標上都達到了較高的水準。自由浮動式設計亦最大限度地避免了射擊過程中各種因素的幹擾，有利於提高射擊精度。機匣以聚合物作為材料。上機匣頂部設有全長度MIL-STD-1913戰術導軌，可安裝光学瞄准镜、夜視鏡、兩腳架等各種戰術瞄具。槍上設有後備摺疊式機械瞄具以在緊急情況下作為輔助瞄準用途。它亦採用了折疊式可調肩托，不但在折疊時縮短了全長、提高其攜行性，而且增設的托腮板（高度調整）、駐鋤（可用作狙擊步槍的伸縮式後腳架）都可根據使用者的習慣進行微調，最大程度地提升了其人機工效。

### 枪机
AMR-2是一件传統与创新并重的武器。作为一款要求精度高的非自动步枪，它采用了久经考驗的旋转后拉式枪机和传統式设计。前者的枪机闭锁面完全对称，对提高射击精度非常有利。该结构从德国Gewehr 98步槍开始应用。100多年来为众多优秀的高精度步枪所采用。美军M24和M40狙擊步槍所采用的雷明登700型枪机也是源于该结构。可是，由于该结构开锁和压击针簧待击由一个动作同时完成，因而导致开锁困难，有时甚至由于枪管和机头發热而无法开锁；这成为一大难题，也是毛瑟发明该结构100多年来倍受指责的地方。而AMR-2则是采用独特的创新结构成功地解决了这个难题，使开锁动作相對的轻松。

### 後座力
減小後座力是设计当中面临的第一大难题。众所周知，12.7毫米步枪子弹原本是大口径机枪子弹，其枪身需要架设在三脚架以上发射。如今要实现抵肩发射，在减小后坐力的设计方面比半自动狙击步枪的难度还要大。因为半自动的能量在供弹过程中需要进行各种不可逆的能量消耗，因此后坐能量有所减小。而12.7毫米枪弹的直接后坐力接近40,000牛顿，如果缺乏有效的减后坐措施，射手根本难以承受；加之抵肩点和枪管轴线无法确保在一条直线上，即使射手能承受也无法保证必要的射击精度。
为此，AMR-2除了采用常用的高效膛口制退器以外，还创造性地采用了三级减后坐措施以减小后坐力。
- 枪管分级后坐系统（专利技术）

據指，AMR-2通过合理控制枪管运动成功地解决了枪管浮动和精度之间的矛盾，在弹丸未出膛口前（内弹道时间约为2.3毫秒），射手的可感后坐力被严格控制在极小范围内，基本不会造成枪管轴心的偏移。而在枪管后坐到位时，弹丸已经脱离中间弹道（约为8毫秒），枪管后坐到位的振动使弹丸飞行的扰动降到最小，枪管分级后坐系统保证了較高的射击精度。
- 采用弹簧液压缓冲器

AMR-2的机匣和枪托之间采用了特殊设计的弹簧液压缓冲器，在后坐冲量不变的情况下，弹簧液压缓冲器可以更加有效地降低后坐力。
- 肩托

AMR-2的肩托将最新的军用缓冲橡胶浇铸在金属嵌件外，并精心设计造型，保证抵肩面为直面并尽量增大面积。廠商方面使用力学传感器抵肩测量，發現AMR-2的后坐力仅为采用硬质塑料肩托的79式狙击步枪的10%。虽然这个测试结果不能完全反映射手的可感后坐力，但这种橡胶肩托对于减小后坐力无疑起到了很大作用。
一方面减小了枪口跳动，另一方面减小了射手的畏惧心理，为保证极高的射击精度创造了基本的条件。在此基础上，AMR-2还采取了多项技术措施来提高射击精度。

### 提高精度
为了保证AMR-2有足够的精度，设计者先是在槍管的设计与制造工艺上做了大量工作，在中国大陸境内首次采用了特殊膛線，改善了枪弹的飞行稳定性，提高了狙击步枪的远距离精度。采用特殊的枪管精锻工艺、激光强化技术和镀铬工艺，满足了高精度大口径高精度狙击步枪对枪管的特殊要求。
同时设计者采用了击针平移的击发机构，击发时只有击针与步枪子彈底火的沿枪管轴线的对心撞击，加上解脱击针到撞击底火的时间短，可以说是所有击发机构中最有利于提高射击精度的一种形式。发射机构采用了比赛等级运动枪械的发射机构，扣引扳机平稳，扳機扣力12—18牛頓。
據稱，AMR-2的总体布局和细小结构都相當重视人机工效的合理性，抵肩到扳机的距离和手槍握把虎口到扳机的尺寸都是严格按照人体的最佳尺寸来确定的。機匣上端设有MIL-STD-1913戰術導軌，光学瞄准具在战术导轨上可以前后移动，可根据不同的需要来调整射手眼部到目镜的距离。
另外，该枪的托腮设计独具特色。一是托腮板（高度調整）的材料虽然为超硬铝制，但在其表面进行了软体材料喷塑，与人脸接触时会让操作者感到較舒适，二是托腮板高度只要按下按钮就可随意调节。
设计者在手枪握把的表面上加工了精细的防滑纹，以達到最佳的舒適度。枪托上设有供左手握持的后握把。
據中國官媒宣稱，AMR-2的射击精度达到了“前所未有”的水平。在其精度测试中，100米R50值达到1.8厘米（大致0.7—0.8角分），高于弹道枪使用标准弹的射击精度（標准弹射擊精度要求是1角分，即100米R50值爲2.5厘米左右）；其中有一靶R50达到1.1厘米的惊人水平（大致0.42角分），相當於使用该枪可輕鬆地于100米处打中一个乒乓球。然而其真實性仍然有待確認。

### 減重
AMR-2全枪设计紧凑，带5发空弹匣时全重9.8公斤（21.61磅），在长度为850毫米（33.46英吋）的枪管重达4千克的情况以下，全枪系统采用了多种新型轻质合金材料，最终将全枪重控制在理想的范围内。由于机匣、托腮板、手枪握把等采用铝合金，制退器、击针等采用钛合金，金属表面采用了QPQ、微弧氧化等多种先进工艺，具有良好的表面色泽和較佳的表面硬度以及良好的防腐性能。

### 減小發射特征
12.7毫米大口径狙击步枪的一大缺点是枪口噪声、枪口冲击波、枪口烟（焰）等发射特征明显。在反恐特种作战等秘密行动中，狙击手的活动必须具有高度隐蔽性，才能确保行动的成功和自身的安全，如不采取特殊的技术措施，必然会出现类似于巴雷特M82A1发射时尘土飞扬这样明显的发射特征。而且大口径狙击步枪强大的噪声接近180分貝，可说是接近火炮的水平，因此射手不戴耳罩等听力保护装置根本无法射击，但戴耳罩又势必严重影响射手和战友的必要交流和无线通信。
12.7毫米枪弹在无膛口装置的情况下会令枪口焰向前喷射近5米，这就不仅是夜间容易暴露的问题，而且在危险环境中可能引起爆炸。由此可见，以上发射特征必须合理解决才能满足该武器在特种场合的适用性，要想解决这个难题，必须降低膛口压力、气流速度。
为此AMR-2的设计人员专门设计了具有多项专利技术的消声器，测试结果表明，使用该消声器可以将膛口噪声减小20多分贝，达到普通7.62毫米步枪子弹的水平，而且由于设计合理，该消声器有效长度仅为20厘米，并没有过多加长全枪尺寸，并可快速拆装。

## 精工之处
據中國方面宣稱，AMR-2具有如下优势。

### 良好的机动性
由于该枪采用了折叠枪托，因此携行时有效缩短了全枪长至1,420毫米（55.91英吋），在枪托折叠状态下全枪长仅为1,230毫米（48.43英吋），方便人员上下各种军警用车，而将枪托展开仅需要几秒钟。两脚架采用了伸缩杆结构，射手可根据需要快速调节两脚架的高度，携行时可以快速向前折叠，与枪身平行。脚架箍的安装位置可以说独具匠心，设计者将其巧妙地设计在机匣的前端，形成了＂吊篮式＂脚架，这种结构可以在瞄准时更灵活地调整瞄准角度来实现快速准确射击，并有利于提高射击精度。根据狙击步枪的作战特点，有时武器在瞄准后需要进行长时间等待，为此，AMR-2在枪托底部设计了可折叠内置式支撑杆。支撑杆采用双向螺纹调节方式，调节十分迅速，便于快速瞄准目标。

### 分解结合简单
AMR-2全枪分解结合简单，仅压缩按钮再拔下一个联接装置，就可以将全枪分解为枪管、枪身两部分，这种状态更加方便两人携行。而擦拭保养时，进行不完全分解费时不到2分钟。

### 适于全天候使用
AMR-2设计有供近距离或在不能使用光学瞄准具的紧急情况下使用的机械瞄具，准星和照門在不使用时可以平放，使用时向上翻转即可。此外还配备了白光瞄准镜和光电瞄准具。白光瞄准镜采用了光学变倍结构，分划板前置，减少了光学变倍带来的零位走动。分划板有简易的测距指示，通过照明装置，使分划昼夜清晰可见，光学变倍范围为3倍到9倍，连续可调。低倍率用于搜索目标，高倍率用于精确瞄准。瞄准镜结构简单，操作简便。光电瞄具能进行激光测距，完成弹道解算和自动调整瞄准点。

### 弹种多样
AMR-2可以使用12.7×108毫米（.50俄羅斯或54式12.7毫米系列步枪子弹），反器材时可以使用类似于Mk 211 Mod 0高爆燃燒穿甲彈（英語：High Explosive Incendiary Armor Piercing，簡稱：HEIAP），精确杀伤时可以使用类似于XM1022远程战术狙击步枪子弹。有效射程达到1,800米。
目前，美国巴雷特系列狙击步枪可谓是世界大口径狙击步枪的代表。巴雷特公司在开发出M82A诸多半自动产品的同时，还开发了M90、M95、M99等一系列栓动狙击步枪，可见栓動式大口径狙击步枪擔任的角色是半自动狙击步枪所无法代替的。
AMR-2与巴雷特的枪机开闭锁原理基本一样，但巴雷特的三枝栓动大口径高精度狙击步枪为了缩短全枪长，都采用了无托结构。而AMR-2在解决这个难题后采取了折叠枪托，不但达到了缩短全枪长的目的，而且增加了贴腮和肩托支撑杆，因此推斷AMR-2的射击舒适性略优于巴雷特，但采用折叠枪托對本槍的耐用性、可靠性會否對射擊精度産生影響還有待觀察。而采用四重减后坐措施的AMR-2其后坐力也比巴雷特小。然而AMR-2大口径高精度狙击步枪的整体水平应该還在巴雷特M90狙擊步槍、M95狙擊步槍、M99狙擊步槍之下。
由于AMR-2性能相當普通，因此它目前只有限地装备中國人民解放軍，至今仍未發現有其他國家大量採用。

## 使用国
- 中华人民共和国：少量採用。
- 伊拉克库尔德斯坦

## 流行文化

### 电子游戏
- 2011年—《光榮使命》：命名為「重型狙击步枪」。
- 2013年—：命名為「AMR-2」，發射12.7×108毫米子彈，被歸類為戰場拾取武器，載彈量5+1發。只於多人模式時登場，可由所有陣營的玩家拾獲後使用，預設配備测距仪和腳架，並具有三種型號：
  - AMR-2標準型（中文版則命名為「AMR-2狙擊步槍」）：使用彈道（放大40倍）和變焦視鏡（放大14倍）；
  - AMR-2 MID（中文版則命名為「AMR-2 MID狙擊步槍」）：使用CL6X（放大6倍）；
  - AMR-2 CQB（中文版則命名為「AMR-2 CQB狙擊步槍」）：使用稜鏡（放大3.4倍）。

## 資料來源
1. ↑  .   [2014-08-21]. （原始内容存档于2013-06-08）.

## 外部連結
- （英文）—AMR-2 12.7mm Sniper Rifle, Sino Defence
- （英文）—12.7mm Anti-Materiel Rifles
- （英文）—Modern Firearms—12.7mm AMR-2 anti-materiel / sniper rifle（页面存档备份，存于）
- （英文）—Sinodefence.com.—AMR-2 12.7mm Sniper Rifle
- （英文）—Chinese Infantry Heavy Weapon & Small Arms | China Defense Mashup
- （俄文）—Снайперская винтовка "AMR-2"（页面存档备份，存于）
- （简体中文）—图文：国产AMR-2 12.7毫米半自动狙击步枪：1（页面存档备份，存于）、2（页面存档备份，存于）、3（页面存档备份，存于）、4（页面存档备份，存于）、5（页面存档备份，存于）
- （简体中文）—華聲論壇—風雨曆程40年—國營216廠專題（页面存档备份，存于）